# Prosthechea roraimensis
Prosthechea roraimensis är en orkidéart som beskrevs av Vitorino Paiva Castro och Marcos Antonio Campacci. Prosthechea roraimensis ingår i släktet Prosthechea och familjen orkidéer. Inga underarter finns listade i Catalogue of Life.